# Rijnlandoffensief
Het Rijnlandoffensief is de verzamelnaam voor vijf geallieerde militaire operaties in de periode 8 februari tot 25 maart 1945 aan het einde van de Tweede Wereldoorlog. Deze operaties hadden als doel de verovering van het Rijnland en de oversteek van de Rijn. Deze operaties waren Operatie Veritable, Operatie Grenade, Operatie Blockbuster, Operatie Plunder en Operatie Varsity.

## Voorafgaand
Nadat de geallieerde Operatie Market Garden niet verder kwam dan Elst, werd de Betuwe door de Duitse bezettingsmacht onder water gezet. Omdat een offensief naar het noorden nu niet meer mogelijk was, werd een geallieerd offensief in oostelijke richting gepland. Voorafgaande aan de operaties vonden grootschalige bombardementen plaats op onder andere Emmerich, Kleve en Wesel.

## Operatie Veritable
Operatie Veritable begon op 8 februari 1945 en vormde de aanval vanuit het Rijk van Nijmegen op het Reichswald en de Kreis Kleve. Het was de noordelijke helft van een tangbeweging om het gebied tussen de Roer en de Rijn te bevrijden.

## Operatie Grenade
Operatie Grenade begon op 23 februari 1945 en was de zuidelijke helft van een tangbeweging om het gebied tussen de Roer en de Rijn te bevrijden.

## Operatie Blockbuster
Operatie Blockbuster was het vervolg op Operatie Veritable vanuit de Kreis Kleve. 

## Operatie Plunder en Operatie Varsity
Operatie Plunder was een operatie op 23 maart 1945 waarbij de Rijn bij Wesel werd overgestoken. De operatie bevatte de luchtlandingsoperatie Operatie Varsity.